# Surbourg
Surbourg – miejscowość i gmina we Francji, w regionie Grand Est, w departamencie Dolny Ren.
Według danych na rok 1990 gminę zamieszkiwały 1464 osoby, a gęstość zaludnienia wynosiła 140 osób/km² (wśród 903 gmin Alzacji Surbourg plasuje się na 191. miejscu pod względem liczby ludności, natomiast pod względem powierzchni na miejscu 234.).